# Washburn (Wisconsin)
Washburn é uma cidade localizada no estado norte-americano de Wisconsin, no Condado de Bayfield.

## Demografia
Segundo o censo norte-americano de 2000, a sua população era de 2280 habitantes.
Em 2006, foi estimada uma população de 2144, um decréscimo de 136 (-6.0%).

## Geografia
De acordo com o United States Census Bureau tem uma área de
16,0 km², dos quais 10,2 km² cobertos por terra e 5,8 km² cobertos por água. Washburn localiza-se a aproximadamente 211 m acima do nível do mar.

## Localidades na vizinhança
O diagrama seguinte representa as localidades num raio de 36 km ao redor de Washburn.